# Cronenberg (Rhénanie-du-Nord-Westphalie)
Pour les articles homonymes, voir Cronenberg.
Cronenberg est un quartier de la ville de Wuppertal et administrativement un des dix districts de la ville avec à peu près 23 000 habitants. Jusqu'à la unification avec d'autres villes et hameaux en constituant Wuppertal en 1929 Cronenberg était une ville indépendante.
Cronenberg a une altitude de 335 m jusqu'à 100 m (près de Müngsten), a une superficie de 2151,45 ha et est à environ 53 % de forêts. Depuis 2006 Cronenberg fait partie du Parc naturel de Bergisches Land.
La première mention de Cronenberg est datée de 1050 ("Cronberga") dans une charte de l'Abbaye de Werden.
Cronenberg possède d'une longue histoire de la fabrications des outils à main. Encore aujourd'hui Cronenberg est le siège de fabricants d'outils connus  (par exemple, Knipex (pinces et tenailles), Picard (marteaux), Stahlwille (outils de serrage) et Wera (tournevis et autres outils de serrage).